# Château d’Hérouville

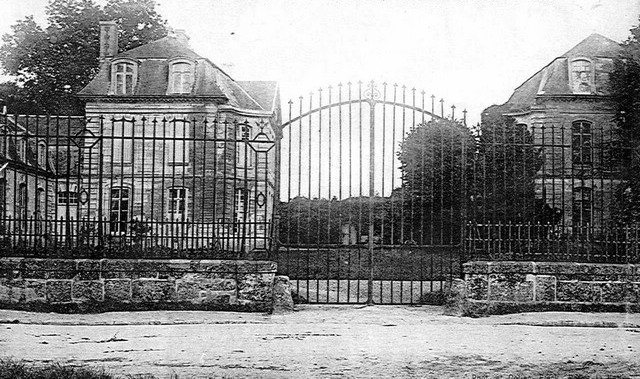
Château d’Hérouville

Das Château d’Hérouville ist ein 1740 errichtetes Schloss in Hérouville-en-Vexin (Département Val-d’Oise). Es liegt an der RD 927 zwischen Pontoise und Méru.

## Geschichte
Das 1740 errichtete Schloss ersetzte einen Vorgängerbau aus dem späten 16. Jahrhundert. Das Hauptgebäude wurde Ende des 19. Jahrhunderts abgebrochen und die Eckpavillons und rückwärtigen Flügel in Wohnhäuser umgewandelt.

## Tonstudio
Der damalige Eigentümer Michel Magne richtete 1969 im Schloss ein Tonstudio ein und vermietete es an Musiker und Bands, die dort Tonaufnahmen machen wollten. Ab 1971 kamen unter anderem Grateful Dead, Gong und Eddy Mitchell. Britische Bands und Produzenten (Elton John, die Bee Gees, Pink Floyd, Cat Stevens, T. Rex, David Bowie, Jethro Tull, Uriah Heep) kamen auch aus steuerlichen Gründen. Elton John nannte das Schloss Honky Château und nannte auch sein 1972 erschienenes fünftes Studioalbum so. Die Bandmitglieder wohnten während der Tonaufnahmen im Schloss.